# Bisonó
Bisonó (también denominado Navarrete) es un municipio de la República Dominicana, que está situada en la provincia de Santiago.

## Localización
Bisonó es la puerta de entrada a la Región de la Línea Noroeste, está ubicado al oeste de la provincia de Santiago de los Caballeros en el Cibao Central, formando parte sobre las llanuras que se alargan entre las cordilleras Central y Septentrional, limita al norte con el municipio de Altamira (Puerto Plata), al Sur el Río Yaque del Norte, al Este el municipio de Villa González y al oeste el municipio de Esperanza (Valverde).
El municipio está a 15 minutos de la ciudad de Santiago de los caballeros, a 20 minutos de la primera playa de la Costa de Ámbar, Puerto Plata y a 18 minutos de la ciudad de "los bellos atardeceres".

## Geografía
Este municipio se extiende en su parte sur por el extenso Valle del Yaque Del Norte, con características de bosque seco subtropical, y hacia el norte asciende hacia la Cordillera Septentrional. Actúa como nodo de comunicación entre Santiago, la costa norte y la Línea Noroeste. 

### Geografía física
El espacio y el paisaje geográfico del municipio es muy rico en accidente naturales de hermosa y apacible vegetación. Su paisaje natural lo conforman un clima variado, pues en el llano promedia los 28 °C, mientras que en la zona montañosa ronda los 18 °C en el año. La presencia del río Yaque, así como una buena parte de los pequeños ríos y arroyos que cruzan de norte a sur su territorio desde las entrañas de la cordillera Septentrional. Es una demarcación muy atractiva de una extensión de aproximadamente 97.172 km².
Las dos terceras parte de su territorio están compuestas de áreas cultivables, otras se dedican a la ganadería y una cuarta parte del paisaje humanizado se encuentran los centros poblados, las zonas industrializadas, los lugares recreativos, las vías de comunicación y transporte, entre otras.

### La zona montañosa
Las cavernas, de gran interés, poseen una gran predilección ecológico, espeleólogica y turística en la zona, área que se observa poderosa desde la división territorial de Santiago y Mao, en El Paradero, que si en el sentido de la geografía política no pertenece a Navarrete, comercial y realmente lo ha sido siempre.
Las norias y los charcos que son muy abundantes; las frescas cañadas, las estancias paradisíacas, el bosque que aparece cuidado en ciertas áreas en razón del ya liquidado "boom" del café.

## Límites
Municipios limítrofes:
|                        | Norte: Altamira                       |                      |
| Oeste: Esperanza y Mao |                                       | Este: Villa González |
|                        | Sur: Mao y Santiago de los Caballeros |                      |

## Demografía
- La población total o demografía del municipio de Bisonó (Navarrete) es de 49,367 habitantes, de acuerdo al Décimo Censo de Población y Familia correspondiente al año 2022. Sin embargo, una cantidad indeterminada de personas, aun cuando están vinculadas al municipio de Bisonó en el plano económico, social y político al municipio de Bisonó, han fijado su residencia en el barrio Villa Fury y otros sectores aledaños, cuyos territorios pertenecen al distrito municipal de Jicomé, municipio de Esperanza, provincia de Valverde..

## Distritos municipales
Está formado por el distrito municipal de:
| Nombre | Código   |
| ------ | -------- |
| Bisonó | 01250201 |

## Historia
El municipio fue fundado como sección rural del municipio de Santiago en 1939. En 1956 se creó la sección rural de Villa Bisonó, quedando Navarrete como paraje de aquella. A finales de la década del 50 Villa Bisonó fue elevada a la categoría de Distrito Municipal y se le devolvió a Navarrete su condición de sección, perteneciente al recién creado distrito municipal. En 1962, por Ley 5646, Villa Bisonó fue elevado a categoría de Municipio de la Provincia de Santiago con el nombre de municipio de Bisonó.

### Crisis del tabaco y los textiles
Históricamente la producción de tabaco constituyó la suerte de columna vertebral de su economía hasta que al final de la década de los 90 la crisis local y mundial de la aromática hoja hizo sucumbir la principal fuente de sustento de sus pobladores. Estos productores, en su mayoría, mantienen ociosas las tierras como consecuencia de que cosechar tabaco es la única actividad a la que han dedicado gran parte de su vida.
En Bisonó, entre 1994 y el 2000 desaparecieron, casi de un golpe, 14 fábricas de cigarros, cinco de los más grandes almacenes de empaque de tabaco con igual ímpetu que miles de tareas de tierras dedicadas a la recolección de tabaco dejaron de producir un centavo arrojando de ese modo a la ruina total a cientos de familias cuya única esperanza era la "cosechita" del tabaco.
Con la llamada crisis de los textiles, en los mercados internacionales en las postrimerías de la década pasada, colapsaron seis de las ocho naves de la Zona Franca Industrial de este municipio, sobreviviendo dos de ellas fruto de que su mayor accionista no tenía forma de desmantelarla y cargar con su pesado terreno.

## Economía
Las aguas del río Yaque y las del Canal UFE son la principal fuente acuífera con que cuenta este municipio para la irrigación de sus abundantes y fértiles tierras al igual que para el uso y consumo humanos. 
Los cultivos principales que sustenta la producción en el llano son el arroz, plátanos, guineos, yuca, batata y frutos menores, entre otros cultivos. 
En la zona de montaña se produce entre otros rubros aguacate, guineo, tayota, naranja, café, cacao, etc. pero la situación creada por los bajos precios internacionales y las plagas, como la broca, etc., que desde hace una década, han mermado la producción y reducido los cultivos a su mínima expresión, lo que ha traído como consecuencia desestímulo en la siembra de estos rubros y forzado a los productores a pensar qué hacer con unas tierras que han perdido valor y que son el medio de sustento familiar.
La actividad económica del municipio se sustenta principalmente en la producción de arroz y tabaco, agroindustrias de arroz y pasta de tomate y una industria de zona franca. También se cosecha melón, sandía, lechosa, plátano, guineo, batata, yuca y ajíes. Este municipio cuenta con un parque industrial de zona franca que concentra 3 empresas, con aproximadamente 60 empleados en total. En el área urbana, la dinámica comercial gira en torno por la compra y venta de productos agrícolas y la oferta de provisiones a viajeros que transitan por la autopista Duarte, que conecta a Santiago con la Línea Noroeste. 

### Factorías de arroz y talleres industriales
El arroz es el cultivo de mayor arraigo y dominio en la producción agrícola de Navarrete. Fue, en su momento, la comunidad que tenía instalada la infraestructura productiva de mayor tamaño y producción en toda el área del Caribe y Centroamérica.
- Factoría SAN RAFAEL, de Arturo Bisonó: esta empresa fue establecida en el año 1940, por el señor Arturo Bisonó, migrante originario de la comunidad de El Limón de Villa González, que se estableció aquí atraído por la facilidad de adquirir tierras ... Además de esta empresa tenía varios molinos de arroz en Villa Vázquez y Castañuelas.

En Navarrete hay tres factorías de arroz, una empresa agroindustrial y procesadora de pasta de tomate (Transagricola) que funciona desde 1967 con una empleomanía fija y otra temporera o de zafra. Dos molinos-almacenes de café para el secado y envase con peones fijos.

### Talleres Industriales
Tres talleres industriales de tecnología muy artesanal que mantienen un nivel de producción sujeto a pedido de cliente. Dispone de tres establecimientos bancarios de los más pujantes de la banca comercial y una asociación de ahorros y préstamos. Únicamente Agricultura y Mujer, de todas las Secretarías de Estado, disponen de una pequeña oficina de limitadísimos servicios a los agricultores y las mujeres.

### Granceras
En la medida que la producción del tabaco, como actividad productiva en el municipio de Bisonó, fue perdiendo posibilidades de recomponerse, como consecuencia de la crisis en que se sumergió en los años 90, en esa misma medida se han venido levantando las llamadas granceras. 
Por ello, los terrenos, que desde comienzos del siglo ante pasado, fueron grandes plantaciones para la siembra y cultivo del tabaco, se han ido convirtiendo en empresas procesadora de gravas, gravillas y arena en materia prima para el asfalto, las construcciones de carreteras, caminos vecinales, blocs, etc.

## Equipamientos

### Educación y Cultura
Hay referencias físicas testimoniales del primer lugar desde donde se dio formal inicio a la impartición de docencia de manera oficial en el año 1914. Allí fue donde el estado dominicano dio apertura, por primera vez a la educación formal en la comunidad de Navarrete. Ese local es propiedad de la familia Bisonó Cabrera. Y está ubicado en la Av. Duarte al lado del Club Recreativo Navarrete.
En la actualidad hay tres escuelas y dos liceos públicos en el casco urbano y una escuela por cada Sección del municipio regenteado por el Distrito Escolar 07-08 que también cubre el municipio de Villa González. A nivel de la educación privada existen una sucursal de la Academia Santiago, y siete colegios que imparten docencia hasta el nivel secundario; fruto de las múltiples deficiencias en el sistema educativo dominicano y las constante jornadas huelgarias y paros producidas por el gremio magisterial denominado Asociación Dominicana de Profesores -ADP' y los grupos estudiantiles, demandando la solución a problemas específicos reinante en educación pública.

### Salud
En el año 1977 fue construido el único centro hospitalario público con que cuenta este municipio, el Centro Materno Infantil.  Delimitados servicios que cuenta con un personal médico, enfermeras, empleados y personal de apoyo, una ambulancia, una botica, etc.; En el, son atendidas madres parturientas, niños, público en general, etc. Pero su servicio es muy limitado en proporción a la población demandante.
Existen tres clínicas privadas, tres laboratorios clínicos y varios consultorios médicos, que ofrecen sus servicios a los usuarios conforme a las posibilidades del bolsillo de los pacientes. 

### Social
El equipamiento social del municipio es reducido, por lo que la población se traslada a la ciudad de Santiago a obtener los servicios principales. Cuenta con un Subcentro Materno Infantil y alrededor de 3 clínicas privadas; la Escuela Claridila cepín, el Liceo Pedro María Espaillat, Escuela José María Imbert y el Club Juan Pablo Duarte. El Parque Rosa Duarte es el principal espacio público de esta comunidad
El municipio cuenta con la Iglesia Católica y la Parroquia Santa Ana, la Iglesia Metodista Libre y varias sectas religiosas incluyendo la de los Mormones. Existen varios clubes recreativos y de servicio a la comunidad, así como más de una docena de grupos de carnaval denominado Los Judas, que también desarrollan una importante labor sociocultural. Funcionan desde hace varios años las denominadas organizaciones populares así como las Juntas de Vecinos. Cuenta además con organismos de socorro como la Cruz Roja, Cuerpo de Bomberos y la Defensa Civil. Igualmente funcionan, desde hace varias décadas, varias ONGs que desde sus referentes organizativos y sociales vienen desarrollando una titánica labor en beneficio de la comunidad local y regional. En el 2006 se funda La Casa de la Cultura de Navarrete, institución cultural no gubernamental que desarrolla un trabajo de educación artística especializada y que cuenta con el apoyo del Ayuntamiento local.

## Transporte y comunicaciones
La carretera Santiago-Navarrete es la vía de mayor circulación vehicular de la República Dominicana, según informe de la SEOPC. Esta da acceso directo a las provincias de Puerto Plata, Valverde, Santiago Rodríguez, Montecristi y Dajabón. Las vías y los caminos vecinales que comunican a Navarrete con sus diferentes Secciones y Parajes, tales como Villa Nueva, Pontón, Villa Tabacalera, La Lomota, Los Ruales, Los Cabrera, Los Higos, La Sierra, Cañada Bonita, Cruce de Barrero, Mejía, Estancia del Yaque, La Estación, Vuelta Larga, La Atravesada, etc., se encuentran en estado deplorables y pésimas condiciones. Dispone de un eficiente servicio local de transporte de pasajeros desde y hacia diferentes puntos del país y la Región. Y al igual que toda la nación cuenta con el eficiente y costoso servicio "motoconcho".